# Théophane Ier de Constantinople
Théophane Ier Karykès de Constantinople (en grec : Θεοφάνης Α΄ Καρύκης) fut patriarche de Constantinople en 1597.

## Biographie
Né à Athènes dans la puissante famille Karykès, il devient évêque de Philippopolis en 1585 lorsque le détenteur du siège devient le patriarche Théolepte II. En 1592, il est promu métropolite d’Athènes avant d’être élu comme patriarche entre août 1596 et février 1597, non sans avoir corrompu une partie de ses électeurs, mais il meurt après 3 semaines de fonction dès le 26 mars 1597.
Pendant la vacance du siège pontifical qui suit sa disparition, l’administration du Patriarcat œcuménique de Constantinople revient de droit au patriarche Mélèce Ier d’Alexandrie.